# Megan Smith
Megan J. Smith (ur. 21 października 1964) – amerykańska inżynierka i technolożka. Była asystentką prezydenta Stanów Zjednoczonych Baracka Obamy, a wcześniej wiceprezeską w Google. Przez 9 lat rozwijała firmę i współpracę w globalnych zespołach inżynieryjnych i produktowych Google. Zasiada w zarządach MIT i Vital Voices, była członkinią Komitetu Doradczego USAID ds. Dobrowolnej Pomocy i współzałożycielką Malala Fund. Współcześnie jest dyrektorką generalną i założycielką shift7. W latach 2014–2017 była trzecim CTO (chief technology officer) w USA i pierwszą kobietą na tym stanowisku.

## Życiorys
Smith dorastała w Buffalo w stanie Nowy Jork i Fort Erie w Ontario. Spędziła wiele lat w Instytucie Chautauqua w stanie Nowy Jork, gdzie jej matka, Joan Aspell Smith, była dyrektorką szkoły dla dzieci. W 1982 Smith ukończyła City Honors School. W 1986 uzyskała licencjat, a w 1988 magisterium w zakresie inżynierii mechanicznej w Massachusetts Institute of Technology. Była członkinią zespołu studenckiego MIT, który zaprojektował, zbudował i ścigał się samochodem solarnym przez 2000 mil po australijskim buszu w pierwszym międzykontynentalnym wyścigu samochodów solarnych.

## Kariera
Smith pracowała w takich firmach jak Apple w Tokio i General Magic w Mountain View w Kalifornii jako kierowniczka ds. projektowania technologii smartfonów. W 1995 zaangażowała się w uruchomienie Planet Out. Do firmy dołączyła w 1996 jako COO, a od 1998 była dyrektorką generalną. Rozszerzyła współprace, zbudowała nowe modele biznesowe, zwiększyła przychody i globalnych użytkowników, pozyskała finansowanie venture.
W 2003 dołączyła do Google, gdzie awansowała na stanowisko wiceprezeski ds. rozwoju nowych firm, kierując partnerstwami na wczesnym etapie, badaniami pilotażowymi i licencjonowaniem technologii w globalnych zespołach inżynieryjnych i produktowych Google. Prowadziła wiele przejęć, w tym Keyhole (Google Earth), Where2Tech (Google Maps) i Picasa. Później przejęła również stanowisko dyrektorki generalnej filantropijnego ramienia Google, Google.org. W latach 2012–2014 Smith współtworzyła i współprowadziła programy akceleracji rozwiązań Solve for X firmy Google.
W 2014 opuściła Google, by zostać trzecim CTO (chief technology officer) w USA. W tej roli Smith rekrutowała największe talenty technologiczne, aby współpracować z rządem w różnych tematach: od sztucznej inteligencji, nauki o danych i otwartego oprogramowania po wzrost gospodarczy sprzyjający włączeniu społecznemu, przedsiębiorczość, nierówności strukturalne, zdolność rządu do innowacji w zakresie technologii, zaangażowanie STEM, rozwój siły roboczej i reformę wymiaru sprawiedliwości w sprawach karnych. Jej zespoły skupiły się na budowaniu szerokiego potencjału poprzez współtworzenie inicjatyw typu all-hands-on-deck, w tym programu publiczno-prywatnego TechHire, inicjatywy Computer Science for All oraz kampanii Image of STEM. Ponadto Smith rozpoczęła kampanię #FindtheSentiments, która jest próbą odnalezienia Declaration of Sentiments z 1848, dokumentu uchwalonego na Zjeździe Kobiet w Seneca Falls. Po opuszczeniu Białego Domu w 2017 Smith został dyrektorką generalną i założycielką firmy shift7, która pracuje nad innowacyjnymi rozwiązaniami technologicznymi, które mają szybszy wpływ na systemowe wyzwania gospodarcze, społeczne i środowiskowe. Zespół współtworzył Szczyt Rozwiązań Narodów Zjednoczonych i inne programy. W 2017 Smith pomogła uruchomić Tech Jobs Tour w celu promowanie różnorodności w sektorze technologicznym. Odwiedziła ponad 20 miast w USA, aby pomóc wzmocnić i połączyć lokalne talenty z ich rodzącymi się sektorami technologicznymi. Smith zasiada w zarządzie MIT, Vital Voices, LA2028, Think of Us, a także w radach doradczych MIT Media Lab i Algorithmic Justice League. Jest także członkinią Komitetu Selekcyjnego Nagród dla wybitnej nagrody Carrolla L. Wilsona na MIT. Smith przyczyniła się do wielu projektów inżynieryjnych, w tym do programu budowy stacji kosmicznych i kuchenek słonecznych.
Jest aktywną orędowniczką edukacji i innowacji STEM.

## Uznanie
- Pionierka technologii Światowego Forum Ekonomicznego 2001, 2002[1]
- Reuters Digital Vision Program Fellow w Stanford, 2003–2004[20]
- 25 najlepszych kobiet w sieci, 2000[21]
- Wiek reklamy i.20, 1999[22]
- GLAAD Interactive Media Award za przywództwo w Internecie, 1999[23]
- Nagroda Charge Buffalo, 2015[24]
- Matrix Hall of Fame, 2015[25]